# زياد سحتوت
زياد سحتوت (ولد 1379 هـ / 1960 م)، ممثل ومنتج سوري، اشتَهَر ببرامج المقالب والكاميرا الخفية.

## سيرته
ولد زياد بن حسين جبر سحتوت في دمشق، يوم الثلاثاء 5 شعبان 1379هـ الموافق 2 فبراير 1960م، لأسرة فلسطينية الأصل من مدينة طَبَرِيَّا. درس في المعهد المتوسط للسكرتارية بدمشق، وحصل منه على شهادة دبلوم في السكرتارية.
بدأ عمله ممثلًا في مصر في الأدوار الصغيرة، ثم أُسنِدت إليه مهمَّة تنفيذ المقالب ضمن فقرة في برنامج «التلفزيون والناس» في عام 1988، ثم قدَّم برنامج «منكم وإليكم والسلام عليكم» عام 1993، بالاشتراك مع الممثل جمال شقدوحة، وحقَّق البرنامج نجاحًا ونسبة مشاهدة عالية جعلت القناة تُنتج جزءًا آخرَ منه. بعد نجاحه فيه أصبح اسمًا مهمًّا في برامج المقالب العربية فنية كانت أو عامَّة، فشارك في برامج مقالب أخرى من أبرزها «طنَّة ورنَّة»، و«طيمشة ونيمشة» الذي أجرى فيه مقالبَ بفنانين من مصر والوطن العربي.
وشارك في فلم «شبكة الموت» عام 1990، وفي مسلسل «صايعين ضايعين» عام 2011.
افتتح زياد سحتوت محلًّا لبيع الزهور والنباتات الطبيعية وتنسيقها في دمشق.

## أعماله

### البرامج
- التلفزيون والناس - فقرة المقالب.
- منكم وإليكم والسلام عليكم - جزأين.
- هونها وتهون.
- سامحونا.
- طنة ورنة.
- خبوني بتحبوني.
- تيتي تيتي.
- طوشة ولوشة.
- من هون لهون.
- طيمشة ونيمشة - جزأين.
- مقلب مشقلب.

## وصلات خارجية
- زياد سحتوت: كواليس المقالب، الشهرة، رامز جلال، الأعمال المستقبلية، التمثيل والدراما - حوار